# إيرني بيج (سياسي)
إيرني بيج (بالإنجليزية: Ernie Page)‏ هو مهندس وسياسي أسترالي، ولد في 18 فبراير 1935 في أستراليا، وتوفي في 20 مايو 2018. حزبياً، نشط في حزب العمال الأسترالي. وقد انتخب Minister for Local Government (New South Wales) ‏ (4 أبريل 1995 – 8 أبريل 1999) وفي 1991 New South Wales state election ‏، انتخب عضو الجمعية التشريعية نيو ساوث ويلز عن دائرة Electoral district of Coogee ‏ (25 مايو 1991 – 28 فبراير 2003) وفي 1981 New South Wales state election ‏، انتخب عضو الجمعية التشريعية نيو ساوث ويلز عن دائرة Electoral district of Waverley ‏ (19 سبتمبر 1981 – 3 مايو 1991).